# Alter Ego (revista)

Alter Ego é uma revista sobre história em quadrinhos dedicada a revistas e criadores dos períodos conhecidos como Era de Ouro e Era de Prata.
A revista surgiu como um fanzine por Jerry Bails em 1961, e, posteriormente, assumida por Roy Thomas. Atualmente é publicada pela editora TwoMorrows Publishing.